# Mistrovství světa v atletice 2011 – Muži hod oštěpem
 Hod oštěpem mužů na Mistrovství světa v atletice 2011 se uskutečnil 1. a 3. září. Ve finále zvítězil německý oštěpař Matthias de Zordo hodem dlouhým 86,27 metru. Na druhém místě se umístil Nor Andreas Thorkildsen (84,78 m) a na třetím reprezentant Kuby Guillermo Martínez (84,30 m).

## Výsledky finále
| *                | jméno               | země        | 1     | 2     | 3     | 4     | 5     | 6     | výsledek |
| ---------------- | ------------------- | ----------- | ----- | ----- | ----- | ----- | ----- | ----- | -------- |
| Zlatá medaile    | Matthias de Zordo   | Německo     | 86,27 | 85,51 | –     | –     | 82,88 | 81,40 | 86,27 m  |
| Stříbrná medaile | Andreas Thorkildsen | Norsko      | 80,75 | 80,46 | 80,60 | 84,78 | ×     | 80,28 | 84,78 m  |
| Bronzová medaile | Guillermo Martínez  | Kuba        | 84,30 | 80,12 | 80,09 | 76,99 | -     | 78,69 | 84,30 m  |
| 4.               | Vítězslav Veselý    | Česko       | 81,19 | ×     | 84,11 | 79,64 | 76,28 | ×     | 84,11 m  |
| 5.               | Fatih Avan          | Turecko     | 78,24 | 83,34 | 78,96 | 79,87 | ×     | 77,58 | 83,34 m  |
| 6.               | Roman Avramenko     | Ukrajina    | 82,51 | ×     | 82,20 | 79,71 | 78,87 | ×     | 82,51 m  |
| 7.               | Jarrod Bannister    | Austrálie   | 82,25 | ×     | -     | ×     | 76,60 | ×     | 82,25 m  |
| 8.               | Mark Frank          | Německo     | 78,78 | ×     | 81,81 | 78,48 | 80,98 | 77,73 | 81,81 m  |
| 9.               | Antti Ruuskanen     | Finsko      | ×     | 79,46 | 79,06 |       |       |       | 79,46 m  |
| 10.              | Dmitrij Tarabin     | Rusko       | ×     | 79,06 | ×     |       |       |       | 79,06 m  |
| 11.              | Stuart Farquhar     | Nový Zéland | 78,99 | 75,18 | 77,13 |       |       |       | 78,99 m  |
| 12.              | Sergej Makarov      | Rusko       | 77,73 | 78,76 | 78,05 |       |       |       | 78,76 m  |